# メガラダピス
メガラダピス（Megaladapis）は霊長目・キツネザル科に属する、かつてマダガスカルに棲息していた大型の原猿。頭胴長1.5m、頭骨長30cmに達する巨大なキツネザルであった。体重は80kg超から140kgに達するという推定もあり、体重200kgを超えるという推定もあるArchaeoindrisに次いで最大級のキツネザル類である。
一般的なキツネザルと異なり四肢がそれほど長くなく、尾が極端に短いのが特徴。外見及び生活様式はオーストラリアのコアラに近かったと推定されている。木の葉を食べるおとなしい動物であったとみられる。
絶滅の原因として、2000年ほど前の人間のマダガスカル上陸に伴う大規模な自然破壊（狩猟や森林開発）が挙げられる。
学名は「巨大なアダピス」を意味する。アダピス（Adapis…ウサギを意味する語からの転用）は始新世に棲息していた古代霊長類の一種。

## ギャラリー
- 骨格
- 骨格
- 頭蓋骨